# Pyrford
Pyrford – wieś w Anglii, w hrabstwie Surrey, w dystrykcie Woking. Leży 34 km na południowy zachód od centrum Londynu. Miejscowość liczy 5074 mieszkańców.